# Jan Blockx
Jan Blockx (ur. 25 stycznia 1851 w Antwerpii, zm. 26 maja 1912 w Kapellenbos) – belgijski kompozytor.

## Życiorys
Uczył się gry na organach u Josepha Callaertsa i kompozycji u Petera Benoit. Był też uczniem Carla Reineckego w Lipsku. Od 1886 roku był wykładowcą Flamandzkiej Szkoły Muzycznej, a po śmierci Benoît w 1901 roku dyrektorem Królewskiego Flamandzkiego Konserwatorium. W 1903 roku został członkiem Królewskiej Belgijskiej Akademii.

## Twórczość

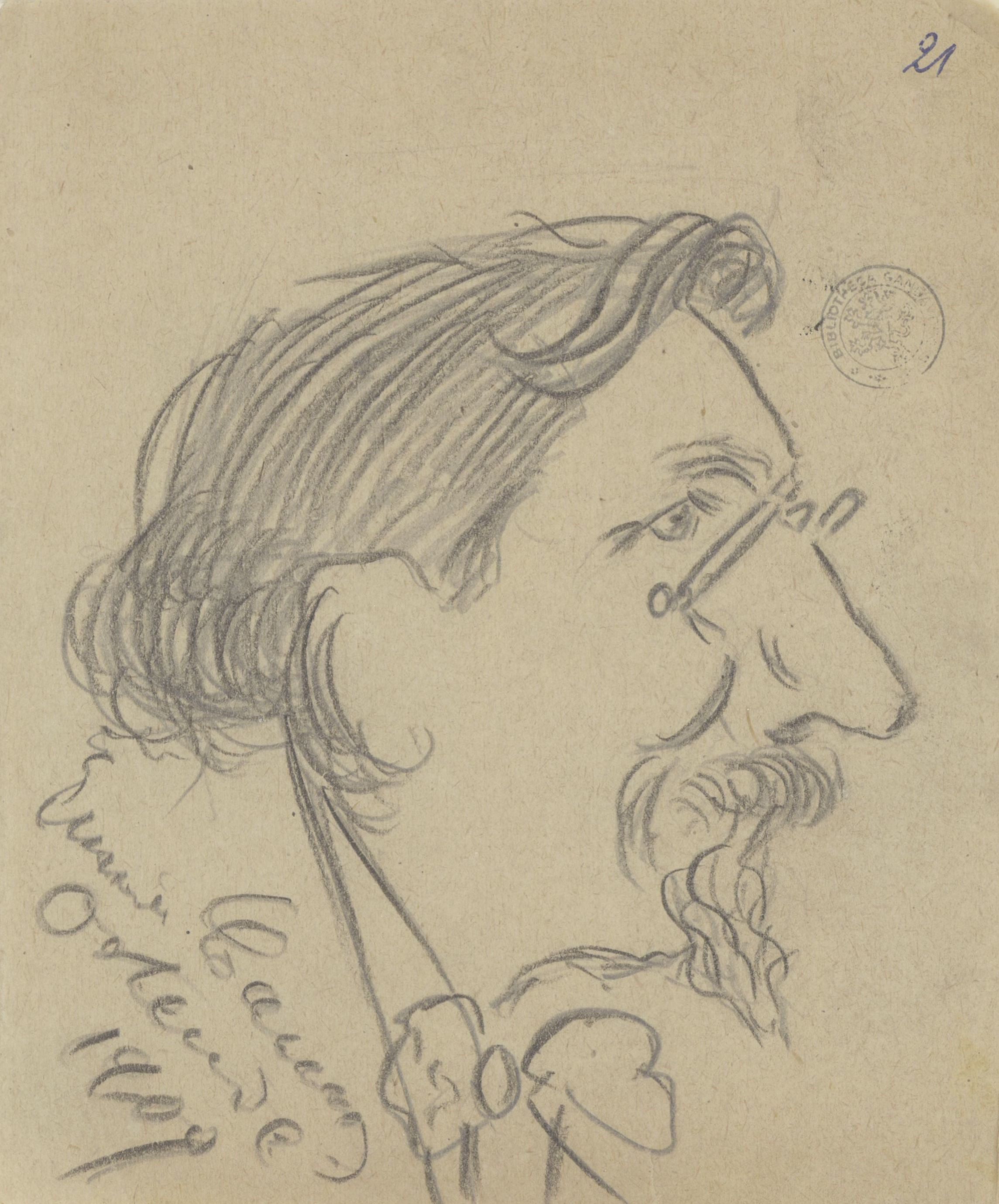
Karykatura Blockxa namalowana przez Enrico Caruso

Był głównym obok Petera Benoit reprezentantem flamandzkiej szkoły narodowej. W jego utworach widoczny jest wpływ flamandzkiej muzyki i tematyki ludowej. Tworzył głównie wielkie formy wokalno-instrumentalne.

## Ważniejsze kompozycje
(na podstawie materiałów źródłowych)

### Utwory orkiestrowe
- Rubens ouverture (1877)
- Concert ouverture (1878)
- Symfonia D-dur (1885)

### Kantaty
- Op den stroom Ptin (wyst. Bruksela 1892)
- Herbergprinses (wyst. Antwerpia 1896)
- Thyl Uylenspiegel (wyst. Bruksela 1900)
- De Bruid der zee (wyst. Antwerpia 1901)
- De Kapel (wyst. Antwerpia 1903)
- Baldie (wyst. Antwerpia 1908), przerobiona później jako Liefdelied (wyst. Antwerpia 1912)

### Balet
- Milenka (wyst. Bruksela 1886)